# 後山埤
後山埤，原名後山陂，又寫為後山坡，是台灣臺北市的一個地名，位於今南港區西北部及信義區東北部的一小部分，範圍包括南港區的玉成里西北角除外的西南半部、西新里西南端、合成里最東端除外部分、萬福里、聯成里、新光里西北部、鴻福里、成福里、百福里、仁福里，以及信義區的永吉里中坡公園。
有同名之灌溉用埤塘，為南港三大埤之一，昔日面積廣闊，今日僅存部分位於南港公園內。

## 歷史
台灣清治末期至日治前期，該地區為一街庄，稱為「後山陂庄」，隸屬於大加蚋堡。該庄北及東與新庄仔庄為鄰，南與後山庄為鄰，西邊為中陂庄、五分埔庄、錫口街。
1901年（日治明治三十四年）11月，該庄隸屬於臺北廳，編為第七區。1906年（明治三十九年）1月，第七、八兩區合併，並改名「南港區」。1920年（大正九年）後山陂庄改制並將用字改為「後山坡」大字，隸屬於臺北州七星郡內湖庄。
戰後內湖庄改制為內湖鄉，隸屬於臺北縣，大字亦改制為村。1946年7月，南港、內湖分治，後山埤地區改隸屬於「南港鎮」，村亦改制為里。1968年7月臺北市改制為院轄市，南港鎮併入成為南港區。1990年3月，臺北市各區重劃，該地區仍屬於南港區。

## 交通
台北捷運板南線橫越後山埤地區中北部，設有後山埤站。鄰近居民可由此路線及相關路網快速前往大台北地區各地，或在臺北車站轉搭高鐵、台鐵或客運前往全台各地。
省道台5線（忠孝東路五段）穿越本地區中北部，為重要的平面聯外道路。

## 學校
- 成德國中
- 修德國小
- 成德國小

## 公園
- 南港公園
- 玉成公園

## 廟宇
- 後山坡福德爺廟
- 玉成公園福德宮

## 民俗文化
- 南港後山坡八里輪值保儀大夫
- 南港後山坡庄三官大帝